# Ronnie Campbell
Ronnie Campbell (Tynemouth, 14 agosto 1943 – Londra, 23 febbraio 2024) è stato un politico britannico, membro del Partito Laburista.

## Biografia
Nato a Tynemouth il 14 agosto 1943, crebbe con sette fratelli. Dopo aver frequentato la scuola superiore, lavorò come minatore di carbone. In tale veste partecipò allo sciopero del 1984-1985, nei quali venne anche arrestato due volte. Divenne poi membro del consiglio della contea di Northumberland.
Nel 1987, in occasione delle elezioni generali, si candidò in Parlamento per il collegio di Blyth Valley, dove risultò il candidato vincitore. Venne eletto in tutte le tornate elettorali successive fino a quelle del 2017 comprese.
Nel 2010, durante le elezioni primarie del Partito Laburista indette a seguito delle dimissioni di Gordon Brown, Campbell votò a favore del candidato Andy Burnham. Dopo la sconfitta di questi e l'ascesa alla guida di Ed Miliband, definì quest'ultimo una "ala di destra". Nel 2013 fu uno dei ventidue parlamentari laburisti a votare contro il matrimonio tra persone dello stesso sesso, su 255.
Nel 2015 annunciò che si sarebbe dimesso alla seguente tornata elettorale, nonostante poi non sia accaduto. Sempre nello stesso anno fu uno dei trentasei parlamentari ad aver nominato Jeremy Corbyn alla guida del Partito Laburista e uno dei pochi laburisti ad aver votato contro la permanenza del Regno Unito all'interno dell'Unione europea.
Nel 2019 confermò invece di non ricandidarsi alla Camera dei comuni.
Campbell fu membro del Socialist Campaign Group, gruppo socialista di parlamentari laburisti.

## Vita privata
Ronnie Campbell si sposò nel 1967 con Deirde McHale, con la quale ebbe cinque figli.
Nel settembre 2016 dovette sottoporsi a chemioterapia a causa di un tumore dello stomaco, ma rientrò in Parlamento alcuni mesi dopo.
Morì il 23 febbraio 2024 all'età di 80 anni.